# Богородское сельское поселение (Татарстан)
Богородское се́льское поселе́ние (тат. Богородск авыл җирлеге) — муниципальное образование в Пестречинском районе Республики Татарстан.
Административный центр — село Богородское.

## История
Статус и границы сельского поселения установлены Законом Республики Татарстан от 31 января 2005 г. № 33-ЗРТ «Об установлении границ территорий и статусе муниципального образования „Пестречинский муниципальный район“ и муниципальных образований в его составе».

## Население
| 2010  | 2011  | 2012    | 2013  | 2014  | 2015  | 2016  |
| ----- | ----- | ------- | ----- | ----- | ----- | ----- |
| 1269  | ↗1270 | ↗1339   | ↗1466 | ↗1667 | ↗2095 | ↗2673 |
| 2017  | 2018  | 2021    |       |       |       |       |
| ↗3414 | ↗4473 | ↗19 482 |       |       |       |       |

## Состав сельского поселения
| № | Населённый пункт | Тип населённого пункта       | Население |
| - | ---------------- | ---------------------------- | --------- |
| 1 | Богородское      | село, административный центр | ↗757      |
| 2 | Гильдеево        | село                         | ↗93       |
| 3 | Ильинский        | посёлок                      | ↗34       |
| 4 | Камыш            | деревня                      | →2        |
| 5 | Куюки            | деревня                      | ↗15 977   |
| 6 | Черниково        | деревня                      | ↘6        |
| 7 | Первое Мая       | посёлок                      | ↗152      |

## Транспорт
Через сёла Богородское и Гильдеево до Казани ходят автобусы 106 и 317. Через деревню Куюки ходит автобус 90.